# Janis Joplin
Janis Lyn Joplin (/ˈdʒɑːplɪn/; 19 tháng 1 năm 1943 – 4 tháng 10 năm 1970) là một ca sĩ kiêm sáng tác nhạc người Mỹ. Bà trở nên nổi tiếng từ cuối thập niên 60 với tư cách hát chính của ban nhạc  psychedelic/acid rock Big Brother and the Holding Company, và sau đó là một nghệ sĩ solo cùng các ban nhạc riêng là Kozmic Blues Band và Full Tilt Boogie Band. Công diễn quy mô lớn đầu tiên của bà là Monterey Pop Festival; buổi công diễn này đã khiến bà trở thành rất nổi tiếng và là một trong những nhân vật chính tại Liên hoan âm nhạc Woodstock và tour diễn trên tàu Festival Express. Joplin có 5 đĩa đơn và nhiều bài hát nổi tiếng khác bao gồm: "Down on Me"; "Summertime"; "Piece of My Heart"; "Ball 'n' Chain"; "Maybe"; "To Love Somebody"; "Kozmic Blues"; "Work Me, Lord"; "Cry Baby"; "Mercedes Benz". Bài hát quán quân duy nhất của bà, "Me and Bobby McGee".

## Sự nghiệp âm nhạc

### Studio albums
- Big Brother and the Holding Company (1967)
- Cheap Thrills (1968) 2x Platinum
- I Got Dem Ol' Kozmic Blues Again Mama! (1969) Platinum
- Pearl (1971) 4x Platinum

### Âm nhạc
Big Brother and the Holding Company
| Tên                                 | Ngày phát hành | Công ty                 | Chú thích                                                   |
| ----------------------------------- | -------------- | ----------------------- | ----------------------------------------------------------- |
| Big Brother and the Holding Company | 1967           | Mainstream Records      |                                                             |
| Big Brother and the Holding Company | 1967?          | Columbia                | Contains 2 extra single tracks                              |
| Big Brother and the Holding Company | 1967, CD 1999  | Columbia Legacy CK66425 | Contains 2 extra single tracks                              |
| Cheap Thrills                       | 1968           | Columbia                | 2x Multi-Platinum Recording Industry Association of America |
| Cheap Thrills                       | 1968, CD 1999  | Legacy CK65784          | Contains 4 extra tracks                                     |
| Live at Winterland '68              | 1998           | Columbia Legacy         | ASIN: B000007TSP                                            |
| Live at the Carousel Ballroom 1968  | 2012           | Legacy Recordings       |                                                             |

Kozmic Blues Band
| Tên                                    | Ngày phát hành | Công ty           | Chú thích               |
| -------------------------------------- | -------------- | ----------------- | ----------------------- |
| I Got Dem Ol' Kozmic Blues Again Mama! | 1969           | Columbia          | Platinum RIAA           |
| I Got Dem Ol' Kozmic Blues Again Mama! | 1969, CD 1999  | Legacy CK65785    | Contains 3 extra tracks |
| Live in Amsterdam                      |                |                   |                         |
| The Woodstock Experience               | 2009           | Legacy Recordings |                         |

Full Tilt Boogie Band
| Tên                               | Ngày phát hành        | Công ty             | Chú thích                                                                                |
| --------------------------------- | --------------------- | ------------------- | ---------------------------------------------------------------------------------------- |
| Pearl                             | 1971                  | Columbia            | posthumous, 4x Multi-Platinum RIAA                                                       |
| Pearl                             | 1971, CD unknown date | Columbia CD64188    |                                                                                          |
| Live in Honolulu                  | 1975                  |                     |                                                                                          |
| Wicked Woman (Janis Joplin album) | 1976                  |                     |                                                                                          |
| Pearl                             | 1971, CD 1999         | Legacy CK65786      | Contains 4 extra tracks                                                                  |
| Pearl                             | 1971, 2CD 2005        | Legacy COL 515134 2 | CD1 – 6 other extra tracks CD2 – full selection from The Festival Express Tour, 3 venues |
| The Pearl Sessions                | 2012                  | Legacy Recordings   |                                                                                          |

Big Brother & the Holding Company / Full Tilt Boogie
| Tên        | Ngày phát hành | Công ty        | Chú thích        |
| ---------- | -------------- | -------------- | ---------------- |
| In Concert | 1972           | Legacy CK65786 | ASIN: B0000024Y7 |

Các bản tập hợp sau này
| Tên                                         | Ngày phát hành | Công ty          | Chú thích                               |
| ------------------------------------------- | -------------- | ---------------- | --------------------------------------- |
| Janis Joplin's Greatest Hits                | 1973           | Columbia         | ASIN B00000K2W1, 7x Multi-Platinum RIAA |
| Janis                                       | 1975           | CBS              | 2 discs, Gold RIAA                      |
| Anthology                                   | 1980           | 2 discs          |                                         |
| Farewell Song                               | 1982           | Columbia Records | ASIN: B000W44S8E                        |
| Cheaper Thrills                             | 1984           | Fan Club         | ASIN: B000LYA9X8                        |
| Janis                                       | 1993           | Columbia Legacy  | 3 discs – ASIN: B00000286P              |
| 18 Essential Songs                          | 1995           | Columbia Legacy  | ASIN: B000002B1A, Gold RIAA             |
| The Collection                              | 1995           | 3 Discs          | ASIN: B000BM6ATW                        |
| Live at Woodstock: ngày 19 tháng 8 năm 1969 | 1999           |                  |                                         |
| Box of Pearls                               | 1999           | Sony Legacy      | 5 Discs – ASIN: B0009YNSK6              |
| Super Hits                                  | 2000           | Sony             | ASIN: B00004T1E6                        |
| Love, Janis                                 | 2001           | Sony             | ASIN: B00005EBIN                        |
| Essential Janis Joplin                      | 2003           | Sony             | ASIN: B00007MB6Y                        |
| Very Best of Janis Joplin                   | 2007           | Import           | ASIN: B000026A35                        |

### Bảng xếp hạng Billboard

#### Albums
(như một thành viên của Big Brother & The Holding Company)
| Năm  | Album                               | US Top 200 | US R&B |
| ---- | ----------------------------------- | ---------- | ------ |
| 1967 | Big Brother and the Holding Company | 60         | 28     |
| 1968 | Cheap Thrills                       | 1          | 7      |

(solo)
| Năm  | Album                                  | US Top 200 | US R&B |
| ---- | -------------------------------------- | ---------- | ------ |
| 1969 | I Got Dem Ol' Kozmic Blues Again Mama! | 5          | 23     |
| 1971 | Pearl                                  | 1          | 13     |
| 1972 | Joplin In Concert                      | 4          | —      |
| 1973 | Janis Joplin's Greatest Hits           | 37         | —      |
| 1975 | Janis                                  | 54         | —      |
| 1982 | Farewell Song                          | 104        | —      |
| 2011 | Super Hits                             | 113        | —      |

#### Các đĩa đơn
(như thành viên của Big Brother & The Holding Company)
| Năm  | Đĩa đơn           | US Hot 100 |
| ---- | ----------------- | ---------- |
| 1968 | Down on Me        | 43         |
| 1968 | Coo Coo           | 84         |
| 1968 | Piece of My Heart | 12         |

| Năm  | Đĩa đơn              | US Hot 100 |
| ---- | -------------------- | ---------- |
| 1969 | Kozmic Blues         | 41         |
| 1971 | Me and Bobby McGee   | 1          |
| 1971 | Get It While You Can | 78         |
| 1971 | Cry Baby             | 42         |
| 1972 | Down on Me (Live)    | 91         |

## Phim ảnh
- Monterey Pop (1968)
- Petulia (1968)
- Janis Joplin Live in Frankfurt (1969)
- Janis (1974)
- Janis: The Way She Was (1974)
- Comin' Home (1988)
- Woodstock - The Lost Performances (1991)
- Woodstock: 3 Days of Peace & Music (Director's Cut) (1994)
- Festival Express (2003)
- Nine Hundred Nights (2004)
- The Dick Cavett Show: Rock Icons (2005) Shout
- Rockin' at the Red Dog: The Dawn of Psychedelic Rock (2005)
- This is Tom Jones (2007) 1969 appearance on TV show
- Woodstock: 3 Days of Peace & Music (Director's Cut) 40th Anniversary Edition (2009)
- Janis Joplin with Big Brother: Ball and Chain (DVD) Charly (2009)